# 2007 v římskokatolické církvi

## Leden
- 7. ledna - Stanisław Wielgus, nově jmenovaný arcibiskup varšavský, po rozsáhlých protestech věřících rezignoval na prosbu Vatikánu na svůj úřad. Pobouření vyvolalo odhalení jeho spolupráce s tajnou policií komunistického Polska a fakt, že o ní lhal

## Únor
- 16. února - Nejvyšší soud České republiky na základě dovolání podaného v srpnu roku 2006 zrušil rozsudek Obvodního soudu pro Prahu 1 o navrácení katedrály svatého Víta církvi.

## Květen
- 9.-13. května - papež Benedikt XVI. navštívil Brazílii

## Červen
- 14. června - kardinál Renato Martino, předseda Papežské rady pro spravedlnost a pokoj oznámil, že Svatý stolec nebude nadále podporovat Amnesty International a vyzval věřící, aby zaujali tentýž postoj. Podle Vatikánu se organizace zpronevěřila svému poslání, když začala podporovat právo ženy na potrat v případě incestu a znásilnění.
- 26. června - Benedikt XVI. zrušil hlavní bod „volební reformy“ Jana Pavla II. Podle nové úpravy papežské volby je i po třech neúspěšných sériích skrutinií třeba získat 2/3 hlasů konkláve, pouze se zužuje výběr na 2 nejúspěšnější kandidáty posledního kola třetího skrutínia.

## Červenec
- 1.-9. červenec - proběhlo 5. světové setkání rodin ve Valencii ve Španělsku. Posledních dvou dnů setkání se zúčastnil i papež Benedikt XVI.
- 7. července - vyšlo motu proprio Summorum Pontificum papeže Benedikta XVI. , které radikálně uvolňuje podmínky pro sloužení tzv. tridentské mše

## Srpen
- 5. srpna - zemřel kardinál Lustiger, emeritní arcibiskup pařížský
- 9.-12. srpna - francouzský kardinál Roger Etchegaray navštívil Rusko. Mimo jiné se zde setkal s moskevským patriarchou Alexijem II.
- 12.-15. srpna - v rakouském Mariazell proběhlo středoevropské setkání křesťanské mládeže. Zúčastnilo se ho na 3000 převážně mladých lidí.
- 13.-19. srpna - proběhlo Celostátní setkání mládeže v (Táboře-Klokotech. Zúčastnilo se jej asi 6000 účastníků mladých křesťanů, 15 biskupů a 140 kněží
- 20. srpna - v Ozernoje skončilo historicky první setkání katolické mládeže střední Asie. Zúčastnilo se ho přes 450 mladých lidí z Uzbekistánu, Tádžikistánu, Turkmenistánu a Kazachstánu
- 24. srpna
  - v Číně byl zatčen Julius Žia Žiguo, biskup diecéze Ženg Ding. Čína tak pokračuje v perzekuci biskupů věrných Vatikánu, která jim má zabránit v působení a uvolnit prostor biskupům, které si svévolně jmenuje sama
  - týž den zemřel v Číně Benedikt Cai Xiufeng, biskup diecéze Wuzhou
- 27. srpna
  - papež jmenoval arcibiskupa El-Hachema apoštolským nunciem ve Spojených arabských emirátech. V rámci nového úřadu bude zastupovat zájmy Vatikánu též v Kuvajtu, Jemenu, Bahrajnu, Kataru, Saúdské Arábii a Ománu.
  - Vatikán zahájil provoz speciální nízkonákladové letecké služby, která má sloužit poutníkům navštěvujícím nejvýznamnější katolická poutní místa. Lety pro něj bude provozovat společnost Mistral Air

- 30. srpna-2. září - v Olomouci proběhl 6. ročník mezinárodního filmového festivalu Film ve znamení ryby, který se orientuje na křesťanskou duchovní tvorbu ve filmu. Mezi hosty festivalu byl i polský režisér Krzysztof Zanussi, který zde uvedl svůj film Persona Non Grata.

## Září
- 1. září-2. září - v Loretu, které je jedním z nejvýznamnějších mariánských poutních míst v Itálii, skončilo dvoudenní setkání křesťanské mládeže s papežem Benediktem XVI. Zúčastnilo se ho asi 500 000 převážně mladých lidí. Setkání a diskuse na něm se vedli zejména o nutnosti zachování a rozvíjení rodiny, která v současném světě prožívá hlubokou krizi, a o povinnosti lidstva chránit planetu Zemi a rovnováhu přírody.

- 3. září - papež Benedikt XVI. jmenoval novým předsedou Papežské rady pro kulturu mons. Gianfranca Ravasiho, kteréhožto zároveň jmenoval titulárním arcibiskupem. Ve funkci Ravasi nahrazuje kardinála Paula Pouparda, který rezignoval z důvodu dosažení kanonického věku.